# Будищев, Иван Матвеевич
Иван Матвеевич Будищев (ок. 1780—1828) — русский морской офицер, мореплаватель, военный гидрограф, исследователь Чёрного моря. Первым составил мореходную карту Чёрного моря.

## Биография
Точные даты рождения и смерти и подробности ранней биографии Будищева неизвестны. Установлено, что в 1787 году он поступил кадетом в Корпус чужестранных единоверцев. В 1791 году получил звание сержанта флота и нёс службу на Балтийском море; в 1793 году в звании мичмана начал службу военно-морском флоте на Чёрном море. В период с 1797 по 1799 год участвовал в гидрографировании низовий Кубани и северных берегов Чёрного моря, тогда же получив звание лейтенанта флота. В 1801 году командовал требакой «Константин» и в течение следующего года занимался составлением карты Чёрного моря и отдельно — картографированием его западного побережья от Одессы до Босфора; эту работу он завершил в 1802 году.
С 1803 года продолжил гидрографическую работу, до 1813 года командовал яхтой «Твёрдая» и лансоном «Яков»; в этот период времени гидрографировал не только Чёрное море, но и реку Южный Буг, описав, в частности, её пороги. В 1809 году получил назначение в Николаев на должность смотрителя типографии и Депо карт Черноморского флота. В 1810 году получил звание капитан-лейтенанта, в 1821 году — капитана 2-го ранга. Гидрографической работой продолжал заниматься как минимум до 1826 года, умер не позднее 1828 года.
Главные труды: «Атлас Чёрного моря» (первое издание — 1807 год); «Морской путеводитель по Азовскому и Чёрному морю»; «Лоция, или морской путеводитель».